# 甲奴駅
甲奴駅（こうぬえき）は、広島県三次市甲奴町本郷字時兼にある、西日本旅客鉄道（JR西日本）福塩線の駅である。2022年現在、JRの駅名で唯一「ぬ」で終わるものである。

## 歴史
- 1935年（昭和10年）11月15日：鉄道省福塩北線（現・福塩線）吉舎 - 上下間延伸時に開設[2]。
- 1938年（昭和13年）7月28日：福塩北線が福塩線の一部となり、当駅もその所属となる。
- 1985年（昭和60年）12月1日：簡易委託駅化[4]。
- 1987年（昭和62年）4月1日：国鉄分割民営化に伴い、JR西日本の駅となる[2]。
- 1993年（平成5年）4月：簡易委託解除、完全無人駅化。

## 駅構造

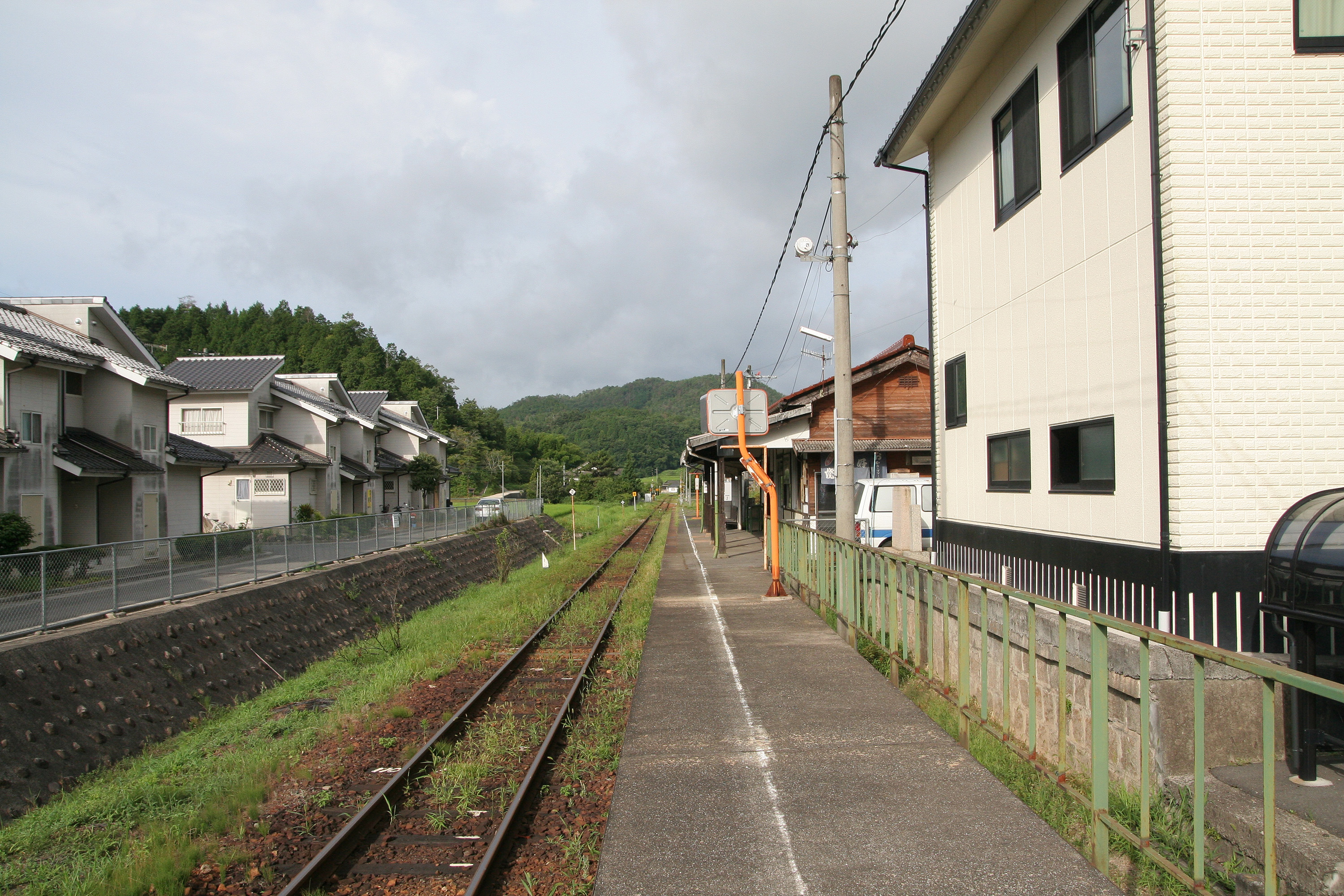
構内（2008年7月）

三次方面に向かって右側に単式ホーム1面1線を有する地上駅（停留所）。
三次鉄道部の無人駅。以前は簡易委託駅であった。自動券売機も設置されていない。駅舎にはお好み焼き屋が店を構えており、駅前には中国バス甲山営業所甲奴車庫がある。

## 利用状況
近年の1日平均乗車人員の推移は以下の通り。
| 年度               | 1日平均 乗車人員 | 出典  |
| ------------------ | ---------------- | ----- |
| 2002年（平成14年） | 39               | [ 5 ] |
| 2003年（平成15年） |                  |       |
| 2004年（平成16年） |                  |       |
| 2005年（平成17年） |                  |       |
| 2006年（平成18年） |                  |       |
| 2007年（平成19年） |                  |       |
| 2008年（平成20年） |                  |       |
| 2009年（平成21年） |                  |       |
| 2010年（平成22年） |                  |       |
| 2011年（平成23年） | 21               | [ 6 ] |
| 2012年（平成24年） | 25               | [ 6 ] |
| 2013年（平成25年） | 27               | [ 6 ] |
| 2014年（平成26年） | 24               | [ 6 ] |
| 2015年（平成27年） | 24               | [ 6 ] |
| 2016年（平成28年） | 27               | [ 6 ] |
| 2017年（平成29年） | 21               | [ 6 ] |
| 2018年（平成30年） | 13               |       |
| 2019年（令和元年） | 12               |       |
| 2020年（令和2年）  | 13               |       |

## 駅周辺
- 三次市甲奴支所
- 三次市国民健康保険甲奴診療所
- 甲奴郵便局

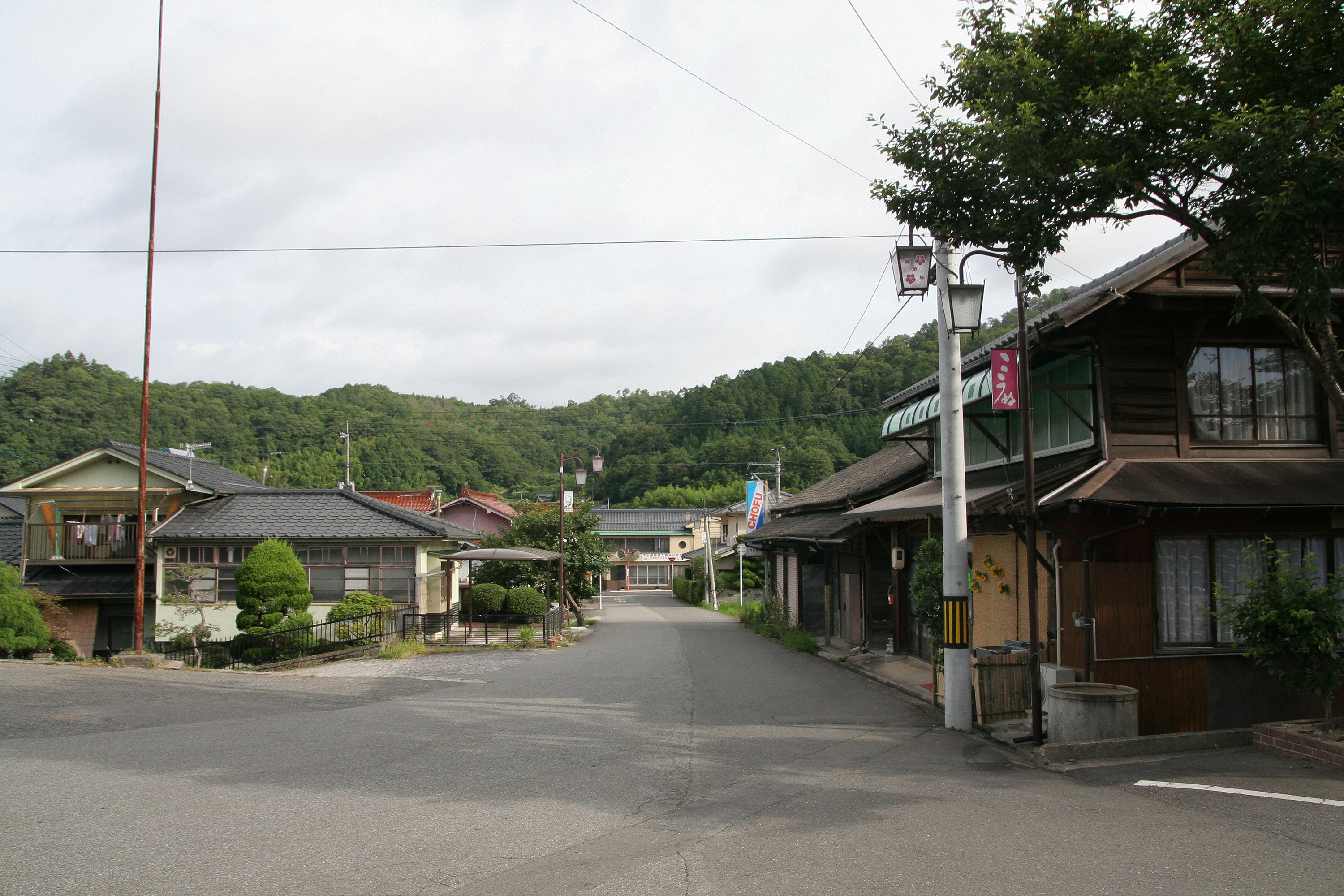
駅前（2008年7月）

- カーター記念球場 / ジミー・カーターシビックセンター
- 広島県道222号甲奴停車場線
- 広島県道27号吉舎油木線

## バス路線
「甲奴駅前」停留所より、以下の路線バスが発着する。
- 中国バス
  - 甲奴・三次線：三次駅 ※平日のみ運行
- 広島交通・中国バス
  - ピースライナー：広島バスセンター ※甲奴駅前：公立世羅中央病院南の相互利用可能
- 三次市民バス ※予約制
  - 上川地区
  - 宇賀地区
  - 小童地区

## 隣の駅
西日本旅客鉄道（JR西日本）
 福塩線
上下駅 - 甲奴駅 - 梶田駅